# Humor vitri
L'humor vitri és el gel transparent que omple l'espai entre el cristal·lí i la retina del globus ocular (la cambra vítria) en humans i altres vertebrats. La paraula prové del llatí que significa líquid, o simplement "el vitri". El líquid vitri o "vitri líquid" és el component líquid del gel vitri, que es troba després d'un despreniment de vitri. No s'ha de confondre amb l'humor aquós, l'altre líquid de l'ull que es troba entre la còrnia i el cristal·lí.

## Estructura
L'humor vitri és una massa transparent, incolora i gelatinosa que omple l'espai de l'ull entre el cristal·lí i la retina. Està envoltat per una capa de col·lagen anomenada membrana vítria (o membrana hialoide o còrtex vitri) que la separa de la resta de l'ull. Constitueix les quatre cinquenes parts del volum del globus ocular. L'humor vitri és semblant a un fluid a prop del centre i a un gel a prop de les vores.
L'humor vitri està en contacte amb la membrana vítria sobre la retina. Les fibril·les de col·lagen s'uneixen al vitri al disc del nervi òptic i a l'ora serrata (on acaba la retina anteriorment), a la banda de Wieger, el costat dorsal de la lent. El vitri també s'adhereix fermament a la càpsula del cristal·lí, als vasos retinals i a la màcula, la zona de la retina que proporciona detalls més fins i visió central.
L'aquaporina 4 de les cèl·lules de Müller de les rates transporta l'aigua al cos vitri.